# Ruschia maculatus
Ruschia maculatus is een hooiwagen uit de familie Gonyleptidae.